# 방신우
방신우(方臣祐: 1267년~1343년 10월 16일(음력 9월 28일))는 고려 후기의 환관이다. 어릴 때 이름은 방소공(方小公)이며 본관은 상주다.

## 생애
중모현(中牟縣: 오늘날 경상북도 상주시 모동면·모서면)의 아전 방득세(方得世)의 아들로 태어나 제국대장공주의 시중을 들기 위해 원나라에 가게 되었고, 그곳에서 망쿠다이[忙古台]라는 몽골식 이름을 받았다. 원 무종의 모후인 수원황태후(壽元皇太后)의 시중을 들며 장작원사(將作院使)에서 평장정사(平章政事)가 되는 등 순조롭게 승진을 거듭했다. 충선왕이 왕위에 오른 직후부터 즉위를 도운 공로를 인정받아 벽상삼한정광(壁上三韓正匡)이라는 칭호를 받았다. 요양행성우승(遼陽行省右丞) 홍중희(洪重喜)가 충선왕을 헐뜯는 보고를 하자 원 황실에 이것이 무고임을 주장해 홍중희를 귀양 보냈다.
1310년(충선왕 2) 수원황태후의 명을 받아 고려에 돌아와 금자대장경을 만드는 일을 감독하였다. 이 장경이 완성되자 신효사(神孝寺)로 옮기고 수원황태후의 무병장수를 빌었으며 자신의 지위를 이용해 사면하기도 했다. 충선왕은 방신우의 공을 인정해 중모군(中牟君)에 봉했다. 이어 태자첨사(太子詹事)가 되었고, 다시 휘정원사(徽政院使)를 거쳐 저경사사(儲慶司使)가 되었다.
번왕(藩王) 팔로미사(八驢迷思)가 원나라에 귀순하자 원나라에서는 그를 압록강 동편에 이주시키려 하였는데, 방신우가 이를 말려 중지시켰다. 좌상(左相) 도라사가 고려를 원나라의 일개 성(省)으로 편입시키려는 논의가 있자 이를 중지시켜 고려를 지킨 공으로 상락부원군(上洛府院君)에 봉해지고 추성돈신양절공신(推誠敦信亮節功臣)에 책록되었다.
방신우의 지위를 바탕으로 그 아버지, 매부, 생질이 높은 벼슬에 올라 권세를 누렸다. 그의 아버지 방득세(方得世)는 상주목사(牧使)가 되고 매부 박려(朴侶)는 첨의평리(僉議評理)의 높은 벼슬을 받고, 박려의 아들 박지정(朴之貞)은 전서총랑에 올랐다. 그리고 자신은 강남(江南)의 토지 4천 무(畝)를 하사받는 등 막대한 부를 쌓았다.
1330년(충숙왕 17)에 귀국해 선흥사(禪興寺)를 웅장하게 중수했다. 1342년(충혜왕 복위 3) 원나라에 건너가 이듬해인 1343년(충혜왕 복위 4) 음력 9월 28일 그곳에서 죽었다. 주검은 고려로 돌아와 자신이 중수한 선흥사(禪興寺)에 묻혔다.

## 가족 관계
- 증조할아버지: 방우현(方佑賢) - 하남사(河南使)로 증직
  - 할아버지: 방량(方亮) - 하남군공(河南郡公)에 증직
    - 아버지 : 방득세(方得世) - 영록대부 주국(榮祿大夫柱國) 지냄, 의국공(義國公)
    - 어머니: 의국대부인(義國大夫人) 김씨[7]
      - 본인: 방신우(方臣祐)
      - 아내: 의국부인(義國夫人) 이씨(李氏) - 개성판관(開城判官) 이광시(李光時)의 딸
      - 매부: 박려(朴侶)
        - 생질: 박지정(朴之貞)

## 방신우가 등장한 작품
- 《기황후》MBC, 2013년~2014년, 배우:이문식

## 전기 자료
- 이제현, 《익재난고》 권7, 광록대부 평장정사 상락부원군 방 공 사당비(光祿大夫平章政事上洛府院君方公祠堂碑)
- 《고려사》 권122, 〈열전〉35, [환자], 방신우

## 참고 문헌
- 《고려사》
- 《고려사절요》
- 《익재난고》